# Ligeti Kovács Judit
Ligeti Kovács Judit (Debrecen, 1982. szeptember 23. –) magyar színésznő.

## Életpályája
1997-2001 között az Ady Endre Gimnázium tanulója volt. 2001-2003 között a Pesti Magyar Színiakadémia stúdiósa volt. 2003-2007 között a Színház- és Filmművészeti Egyetem hallgatója volt. 2007-2010 között a zalaegerszegi Hevesi Sándor Színház tagja volt. 2010-től a Maladype Színház társulatához tartozott, majd később szabadúszó lett.

## Filmjei, Szinkronszerepei
- Filmjei:
- …a szomszéd tehene (2024)
- Családi kör (2019-2021)
- A hentes (2021)
- Az Aranyvonat legendája (2022)
- Szinkronszerepek:
- Bahar - Egy új esély: Bahar
- Leyla: Nur

## Díjai
- Máthé Erzsébet-díj (2007)[5]